# 헤이케의 낙인
헤이케의 낙인(일본어: 平家の落人 헤이케노오치우도[*])이란, 겐페이 합전으로 헤이케가 몰락한 결과, 산간지역 등 벽지에 은둔한 헤이케측 패잔병들을 말한다. 헤이케 일문이나 그 휘하 낭당, 그 밖에 헤이케 편에 가담해 전투에 참여한 자들이 이런 신세가 되었다. 헤이케의 낙오무사(平家の落武者)라고도 하는데, 무사 뿐 아니라 공경이나 여성, 어린이도 포함되어 있기 때문에 낙오무사보다 낙인이라는 말이 보다 일반적이다. 이런 헤이케 잔당이 특정한 지역으로 도망쳤다는 전설이 일본에 많아서, 소위 “헤이케의 낙인 전설”이라고 분류한다.